# レナノロン
レナノロン(Renanolone)または11-ケトプレグナノロンは、合成ニューロステロイドである。全身麻酔薬であるとされるが、臨床使用はされていない。異性体のアルファキサロンとアルファドロンも全身麻酔薬であり、恐らくレナノロンと同じ機構で、GABAA受容体のポジティブアロステリックモジュレーターとして作用することが知られる。

## 化学
ニューロステロイドの一覧を参照。